# Båtsfjord
Båtsfjord là một đô thị hạt Finnmark, Na Uy. Trung tâm hành chính của đô thị này là làng Båtsfjord.
BåtsfjordVardø herred ("huyện nông thôn Vardø") đã được tách từ thị trấn Vardø năm 1868 là một đô thị của riêng nó. Năm 1957, đô thị được đổi tên thành Båtsfjord. Phần phía đông của đô thị này đã được sáp nhập trở lại vào Vardø ngày 1 tháng 1 năm 1964.